# Dromedarisluis
De dromedarisluis (Tuberolachnus salignus) is een luis in de familie Aphididae. Ze staan bekend als de grootste bladluizen, met een lichaamslengte tot 5,8 mm. Hij komt vooral voor op wilg, maar soms ook op populier.

## Kenmerken
Ongevleugelde volwassen luizen zijn 5,0 tot 5,8 mm groot. Hij heeft roodbruin poten met zwarte delen (bij kniegewricht, onderste deel scheen en tarsus). De antennes zijn korter dan de halve lichaamslengte. De lichaamsvloeistof is dieprood van kleur.

## Voorkomen
De dromedarisluis komt waarschijnlijk oorspronkelijk uit Azië, maar heeft zich verspreid over de hele wereld.